# Dejme hlavy dohromady
Dejme hlavy dohromady (anglicky „Let's Get Together“) je sci-fi povídka spisovatele Isaaca Asimova, která vyšla v únoru 1957 v časopise Infinity Science Fiction. Byla následně zařazena do sbírek The Rest of the Robots (1964) a The Complete Robot (1982). Česky vyšla ve sbírce Robohistorie I. (2004).
Je to jedna z mála autorových literárních prací, kde roboti nepodléhají zákonům robotiky.
Děj povídky je situován do více než 100 let trvající studené války, za níž jedna ze dvou soupeřících mocností („My“ versus „Oni“) naruší křehkou rovnováhu zkonstruováním humanoidních robotů. Roboti mají za úkol infiltrovat na území nepřítele a odpálit tam zbraň zvanou TK-bomba.

## Postavy
- Elias Lynn - ředitel Ústavu pro robotiku
- Humphrey Carl Laszlo - pobočník Eliase Lynna, vnuk maďarského emigranta
- Ralph G. Breckenridge - bezpečnostní důstojník / humanoidní robot
- Jeffreys - pobočník prezidenta západního bloku
- Amberley - sekretář pro vědu
- Macalaster - sekretář pro bezpečnost.
- prof. Manuelo Jiminez - vědec z Buenos Aires / humanoidní robot
- dr. Herman Liebowitz - vědec z Massachusettského technologického institutu / humanoidní robot
- dr. Auguste Martin - vědec z L'institut Nucléonique v Montrealu / humanoidní robot

## Děj
Více než 100 let trvající studená válka se stabilizovala na neměnném statu quo. Po celou tuto dobu panoval pro obyvatelstvo chladný mír a obě mocnosti (východní pakt versus západní blok) dodržují nepsaná pravidla. Válečný výzkum dává vzniknout i různým vynálezům jako např. silové pole, využití robotů, mentalika. Obě protistrany mají základny na Měsíci a na Marsu.
Situace se mění v okamžiku, kdy se k řediteli Ústavu pro robotiku Eliasi Lynnovi (západní blok) dostaví bezpečnostní důstojník Ralph G. Breckenridge a oznámí mu, že východní blok je o 10 let napřed ve vývoji robotů, zkonstruoval i humanoidní typy. Dokonce tito od lidí nerozeznatelní roboti infiltrovali přes železnou oponu do Ameriky. Jsou vybaveni částí TK-bomby (TK je zkratka pro totální konverzi), která vybuchne, když se všichni roboti sejdou na jednom místě. Lynn je šokován, nečekal takový náskok soka. Breckenridge však působil dlouhou dobu v Moskvě a viděl tajné plány. Lynn a Breckenridge odjíždí na bezpečnostní konferenci do Washingtonu. Vyjde najevo, že roboti se pohybují po americké půdě již měsíc. Komise se shodne na 4 nejpravděpodobnějších cílech humanoidů - Washington, D.C. (administrativní centrum), New York (finanční centrum), Detroit a Pittsburgh (průmyslová centra). Macalaster se domnívá, že cílem bude New York, úder zde by dosáhl značných lidských škod a nalomil by morálku. Ředitel Ústavu pro robotiku Lynn je požádán o návrh řešení. Napadne jej, že všechno do sebe až příliš snadno zapadá a nepřítel zřejmě chce přítomností svých robotů na území rivala paralyzovat jeho schopnost vývoje, zatímco sám dosáhne vyšší technologickou úroveň a rovnováha bude pryč.
Do Cheyenne je svolána vševědecká konference, aby se projednaly nové směry vědeckého bádání. Lynnovi je důstojník Breckenridge stále více podezřelý. Přijde na to, jak se věcí mají a okamžitě jedná. Vyhlásí v Cheyenne stanné právo a Lynna informuje, že se každý z 500 pozvaných vědců podrobí mozkovému skenu, aby se určilo, zda je skutečně člověkem. Lynn přišel na to, že vědecká konference je ideální místo, kde odpálit bombu, ztráta tolika významných vědců by byla pro zemi smrtící. Humanoidní roboti na konferenci nepřiletí, explodují ještě během cesty v dopravních prostředcích. Když se to Lynn dozví, namíří blaster na Breckenridge a zastřelí ho. Z jeho těla začne vytékat strojní olej. On byl jedenáctým humanoidem a dal pokyn, aby se roboti sami zničili, nesmí padnout do rukou nepřítele.